# Un petit mélo dans la tête
Pour plus de détails, voir Fiche technique et Distribution.
Un petit mélo dans la tête (titre original : You Light Up My Life) est un film américain réalisé par Joseph Brooks, sorti en 1977.

## Fiche technique
- Titre original : You Light Up My Life
- Titre français : Un petit mélo dans la tête
- Réalisation : Joseph Brooks
- Scénario : Joseph Brooks
- Direction artistique : Tom Rasmussen
- Décors : Tom Rasmussen
- Photographie : Eric Saarinen (en)
- Montage : Lynzee Klingman
- Musique : Joseph Brooks
- Production : Joseph Brooks
  - Production associée : Nicholas Grippo, Ed Morgan
- Société(s) de production : Columbia Pictures
- Société(s) de distribution :  Columbia Pictures
- Pays d'origine : États-Unis
- Année : 1977
- Langue originale : anglais
- Format : couleur (Technicolor) – 35 mm – 1,85:1 – mono
- Genre : drame, romance
- Durée : 90 minutes
- Dates de sortie : 
  -  États-Unis : 31 août 1977
  -  France : 5 octobre 1977

## Distribution
- Didi Conn : Laurie Robinson
- Joe Silver : Sy Robinson
- Michael Zaslow : Chris Nolan
- Stephen Nathan : Ken Rothenberg
- Melanie Mayron : Annie Gerrard
- Jerry Keller : Conductor
- Lisa Reeves : Carla Wright
- John Gowans : Charley Nelson
- Simmy Bow : Mr Granek
- Bernice Nicholson : Mrs. Granek
- Ed Morgan : Account Executive
- Joseph Brooks : Creative Director
- Amy Letterman : Laurie
- Marty Zagon : Mr Nussbaum
- Martin Gish : Harold Nussbaum

## Distinctions

### Récompenses
- Oscar 1978 :
  - Meilleure chanson originale pour Joseph Brooks
- Golden Globes 1978 :
  - Meilleure chanson originale pour Joseph Brooks
- American Society of Composers, Authors and Publishers 1987 :
  - "Most Performed Feature Film Standards on TV" pour Joseph Brooks

### Nomination
- Grammy Awards 1978 :
  - "Best Album of Original Score written for a Motion Picture or Television Special" pour Joseph Brooks